# Pressignac-Vicq
Pressignac-Vicq – miejscowość i gmina we Francji, w regionie Nowa Akwitania, w departamencie Dordogne.
Według danych na rok 1990 gminę zamieszkiwało 385 osób, a gęstość zaludnienia wynosiła 23 osób/km² (wśród 2290 gmin Akwitanii Pressignac-Vicq plasuje się na 805. miejscu pod względem liczby ludności, natomiast pod względem powierzchni na miejscu 666.).